# Dean Winchester
Dean Winchester je fiktivní postava a jeden ze dvou protagonistů amerického seriálu Lovci duchů. Jeho roli hraje Jensen R. Ackles. Fáze jeho života jsou dále ztvárněny herci jako Hunter Brochu (předškolák), Ridge Canipe (dítě), Nicolai Lawton-Giustra, Brock Kelly a Dylan Everett (teenager) a Chad Everett (stařec).
Dean je lovcem duchů, příšer a dalších nadpřirozených bytostí, s čímž mu pomáhá jeho o čtyři roky mladší bratr Sam Winchester, jeho otec John Winchester, jeho prakticky „skutečný“ otec Bobby Singer a, od čtvrté série, jeho přítel anděl Castiel. Dalším členem jeho rodiny jsou třeba Adam Milligan, jeho poloviční bratr, s nímž se ovšem setkáváme pouze krátce, či Henry Winchester, Strážce slova, který se s ním setkává pouze jednou díky cestování časem.

## Vznik
Dean byl stvořen Ericem Kripkem, autorem Lovců duchů. Deanovo jméno je odkazem na amerického spisovatele Jacka Kerouaca a jeho román Na cestě. J. Ackles, ztvárnitel Deana, se původně ucházel o roli Sama, ovšem po přečtení scénáře se přiklonil ke staršímu z bratrů.

## Životní příběh
Dean se narodil 24. ledna 1979 rodičům Mary Winchesterové a Johnu Winchesterovi ve městě Lawrence ve státě Kansas (USA). Byl jejich prvním dítětem, po němž o čtyři roky později následoval Sam (řečen Sammy). Byl pojmenován po své babičce, Deanně Campbellové. O pár let později, 2. listopadu 1983, byla Mary v Samově pokoji upálena démonem Azazelem; Dean prchal z domu se Samem v náručí. Od té chvíle se cítí za svého bratra plně zodpovědný, nahrazuje mu roli matky i otce (jelikož John jakožto otec nestojí za moc) a stará se o něj, zatímco jejich otec mizí na lov.